# Rudolf Weber (Bildhauer)
Rudolf Weber (* 5. August 1899 in Frankenroda; † 23. April 1990 in Espelkamp) war ein deutscher Bildhauer.

## Leben
Weber besuchte von 1906 bis 1914 die Volksschule. Es schloss sich bis 1917 eine Lehre als Steinmetz und Steinbildhauer an. Von 1918 bis 1926 arbeitete er als Steinmetzgeselle. In der Zeit von 1926 bis 1928 besuchte er eine Zeichenschule in Eisenach und bildete sich zum Holzbildhauer fort. 1928/29 war er an der Kunstgewerbeschule in Berlin-Charlottenburg und von 1929 bis 1935 an der Staatlichen Hochschule für Bildende Künste in Weimar.
Rudolf Weber wirkte dann von 1935 bis 1957 als freischaffender Bildhauer und Maler in Weimar und ab 1958 als Bildhauer in Espelkamp in Nordrhein-Westfalen.
In Espelkamp fanden wiederholt nach Rudolf Weber benannte Bildhauersymposien statt.

## Werke (Auswahl)

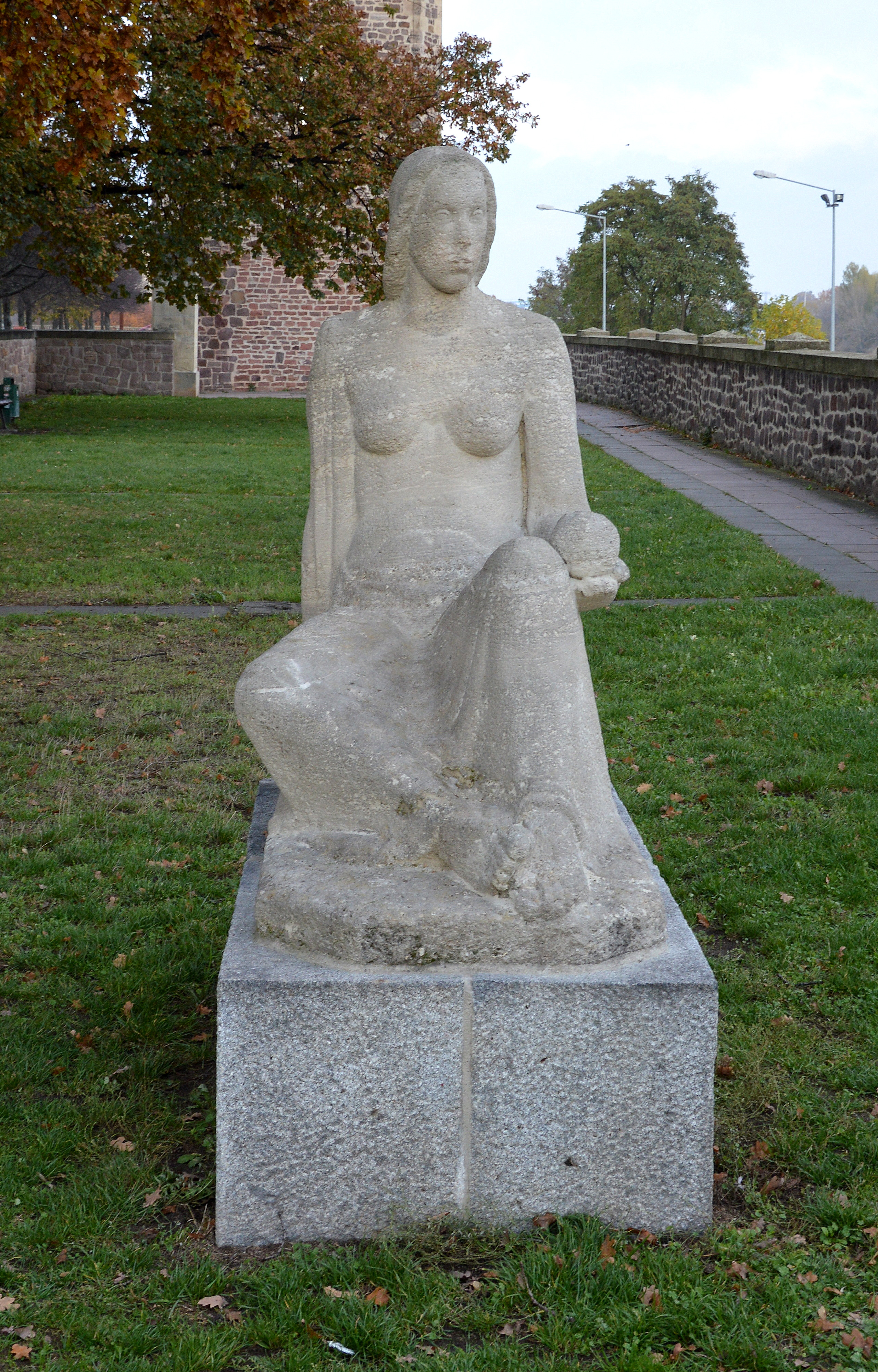
Elektra auf dem Fürstenwall in Magdeburg

- Portalreliefs, Johanneskirche (Weimar) (1941)
- Elektra, 1950/51, Magdeburg
- Taufstein in der Pauluskirche, 1954, Halle (Saale)
- Steinrelief Birger Forells, 1959, heute am Schwedenkindergarten, Espelkamp[2]
- Christus-Figur, 1971, heute Thomaskirche, Espelkamp[3]
- Taufstein, Thomaskirche Espelkamp